# Prawda czy wyzwanie (film)
Prawda czy wyzwanie (ang. Truth or Dare) – amerykański horror z 2018 roku.

## Fabuła
Grupa nastolatków staje się uczestnikami gry o nazwie "Prawda czy Wyzwanie", której zasady są dyktowane przez tajemniczą istotę.

## Obsada
- Lucy Hale – Olivia Barron
- Tyler Posey – Lucas Moreno
- Violett Beane – Markie Cameron
- Hayden Szeto – Brad Chang
- Landon Liboiron – Carter / Sam Meehan
- Nolan Gerard Funk – Tyson Curran
- Sophia Taylor Ali – Penelope Amari
- Sam Lerner – Ronnie
- Aurora Perrineau – Giselle Hammond
- Tom Choi – Oficer Han Chang
- Andrew Howard – Randall Himoff
- Gary Anthony Williams – głos demona

## Odbiór

### Box office
Budżet filmu jest szacowany na 3,5 milionów dolarów. W Stanach Zjednoczonych i w Kanadzie film zarobił 41,4 mln USD. W innych krajach przychody wyniosły 53,9 mln, a łączny przychód 95,3 mln dolarów.

### Krytyka w mediach
Film spotkał się z negatywną reakcją krytyków. W serwisie Rotten Tomatoes 15% ze 162 recenzji jest pozytywne, a średnia ocen wyniosła 3,8/10. Na portalu Metacritic średnia ocen z 33 recenzji wyniosła 35 punktów na 100.